# Izumes
Izumes (Sittiparus owstoni) är en nyligen urskiljd utrotningshotad fågelart i familjen mesar inom ordningen tättingar. Den har ett mycket litet utbredningsområde i södra Izuöarna utanför Japan.

## Utseende och läten
Izumesen behandlades fram tills nyligen som underart till samurajmesen, men skiljer sig tydligt från denna genom något större storlek men tydligt större näbb, avsaknad av beigevit på bröstets mitt, helt rostfärgad panna och tygel till örontäckarna samt något mörkare grå rygg. Även lätet skiljer sig, vanligen en till två ljusa toner istället för två till tre. Kroppslängden är 11-13 cm.

## Utbredning och systematik
Izumesen förekommer enbart i södra Izuöarna (Miyake-jima, Mikura-jima och Hachijo-jima). Tidigare behandlades den som en underart till samurajmes (S. varius) och vissa gör det fortfarande. De flesta taxonomiska auktoriteter har dock delat upp samurajmesen i fyra arter på basis av studier som visar på tydliga genetiska och utseendemässiga skillnader, förutom izumesen även iriomotemes (S. olivaceus) och taiwanmes (S. castaneoventris).

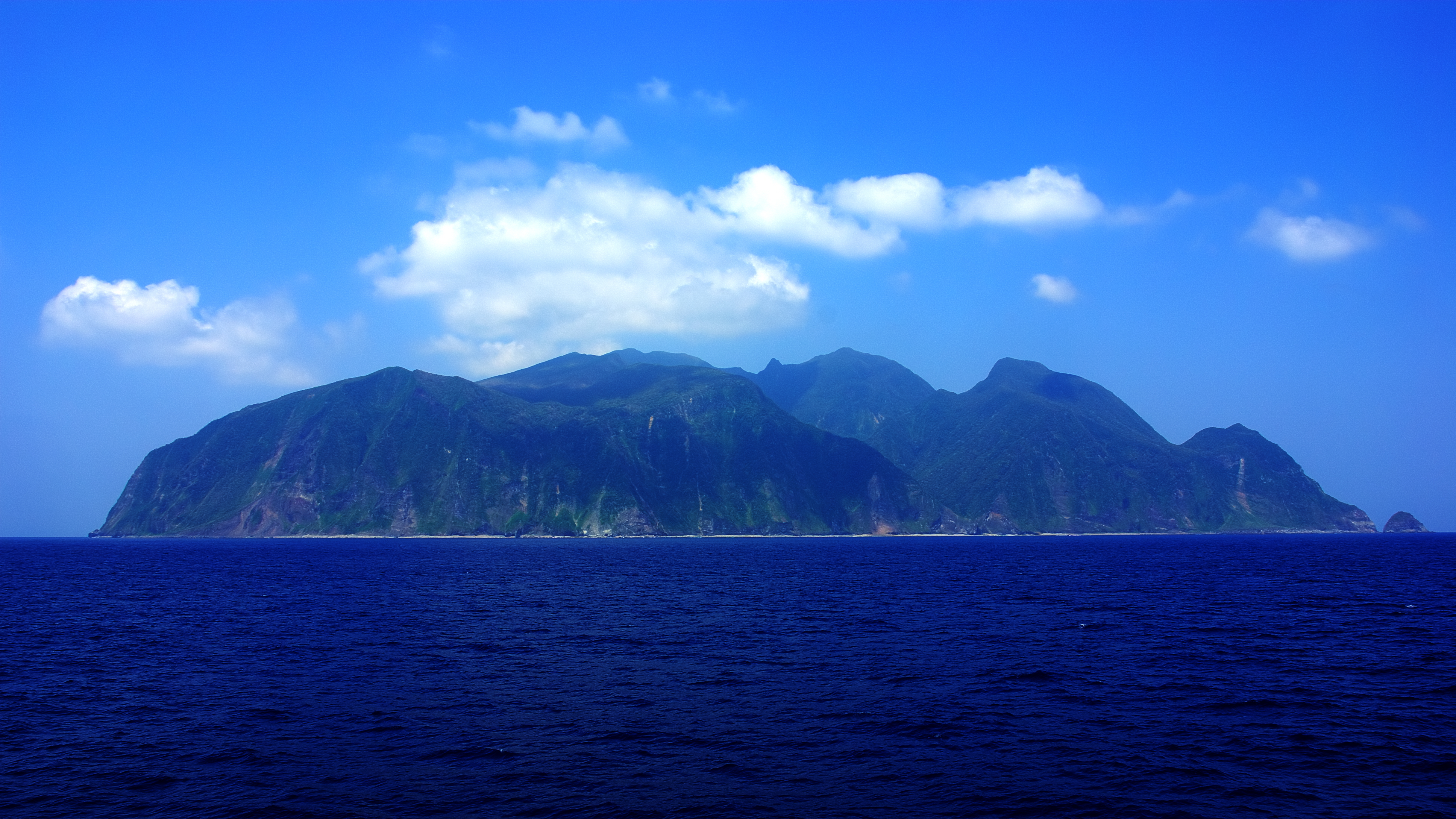
Mikura-jima, en av de endast tre öar izumesen förekommer på.

### Släktestillhörighet
Tidigare fördes samurajmesen till Poecile (som ännu tidigare inkluderades i ett stort Parus), men urskiljs numera oftast som ett eget släkte efter DNA-studier. Izumesen förs därför också dit.

## Levnadssätt
Izumesen förekommer i städsegrön skog. Födan har inte rapporterats i detalj, men tros vara densamma som hos samurajmesen. Häckningssäsongen inleds i början av mars. Boet verkar inte skilja sig från samurajmesen i utseende. Den lägger tre till fyra ägg. Arten är stannfågel.

## Status och hot
Izumesen har en mycket liten utbredning och en population på endast 2900-3600 vuxna individer, uppsplittrad på tre delpopulationer. Den minskar dessutom i antal på grund av habitatförstörelse och möjligen påverkan från invasiva arter. Internationella naturvårdsunionen IUCN kategoriserar den därför som starkt hotad.

## Namn
Fågelns vetenskapliga namn hedrar Alan Owston (1853-1915), engelsk handlare, naturforskare och samlare boende i Japan 1871-1915. Tidigare kallades den owstonmes även på svenska, men justerades 2023 till ett mer informativt namn av BirdLife Sveriges taxonomikommitté.